# Grande Année
Ne doit pas être confondu avec Big year (en), qui désigne en anglais une compétition entre ornithologues.
 (août 2013).
Si vous disposez d'ouvrages ou d'articles de référence ou si vous connaissez des sites web de qualité traitant du thème abordé ici, merci de compléter l'article en donnant les références utiles à sa vérifiabilité et en les liant à la section « Notes et références ».
 (août 2013).
La Grande Année est une conception du temps cyclique présente dans de nombreuses cultures traditionnelles, aussi bien occidentales que non-occidentales. Ce concept a évolué au fil des siècles, passant d'une vision mythique de l'éternel retour à des calculs astronomiques précis liés à la précession des équinoxes.

## Définitions et concepts clés

### Concept platonicien
Platon, dans son dialogue du Timée (39d), introduit le concept d'"année parfaite" (ἐνιαυτός τέλειος, eniautos teleios) – une période après laquelle la configuration du ciel se répète. Cette conception est devenue si influente que la Grande Année est souvent appelée "année platonique".

### Perspective astronomique
La découverte de la précession des équinoxes est souvent attribuée à Hipparque, qui a estimé ce phénomène à environ 1° tous les 100 ans, produisant un cycle complet sur environ 25 920 ans,. Isaac Newton (1642 - 1726/27) détermina la cause de la précession et corrigea son taux à 1° tous les 72 ans, une valeur très proche des meilleures mesures actuelles, démontrant ainsi l'ampleur de l'erreur dans l'estimation précédente d'un degré par siècle. Ptolémée a introduit une certaine confusion en interprétant la précession des équinoxes en lien avec les hypothèses cosmologiques de Platon, mélangeant observation astronomique et spéculation philosophique.

### Vision astrologique
L'astrologie divise la Grande Année en "grands mois" ou ères astrologiques, basés sur la position du point vernal dans les signes du zodiaque.

## Évolution historique du concept

### Applications calendaires
Plusieurs cycles ont été proposés pour tenter d'harmoniser les cycles du calendrier luni-solaire :
- Octaétéride (8 ans)[10]
- Cycle de Méton (19 ans)[11]
- Cycle d'Œnopide (59 ans)[12]
- Cycle de Callippe (76 ans)
- Grande année d'Aristarque de Samos (2 434 ans)[13]
- Période sothiaque égyptienne (1 460 ans)

### Conceptions cosmologiques
Les différentes durées attribuées à la Grande Année varient selon les penseurs :
- Héraclite (vers 500 av. J.-C.) : 10 800 ans[14]
- Platon :
  - 36 000 ans (hypothèse basée sur La République)[15]
  - 25 920 ans (basé sur le Timée)[16]
- Bérose (vers 290 av. J.-C.) : 432 000 ans
- Estimations diverses :
  - Cicéron : 12 954 ans[17]
  - Chez Censorin diverses estimations (Orphée : 120 000 ans[18], Cassandre : 3 600 000 ans, voir Ekpurosis)

## Critiques et objections

### Limites mathématiques
Malgré leur connaissance des nombres irrationnels, les Grecs n'ont pas appliqué explicitement ce concept aux mouvements célestes. Une telle application impliquerait que les configurations célestes ne se répètent jamais exactement.

### Remises en question historiques
Des doutes sur la nature strictement cyclique de la Grande Année ont émergé dès l'Antiquité.
Alexandre d'Aphrodise (IIe-IIIe siècle) dans son commentaire sur la Métaphysique d'Aristote critique la notion de retour cyclique exact des configurations célestes.
Saint Augustin dans La Cité de Dieu (XII, 13) rejette explicitement la théorie de la Grande Année et l'idée de cycles cosmiques répétitifs.
Proclus (Ve siècle) dans son Commentaire sur le Timée soulève des questions sur l'incommensurabilité des périodes planétaires.
Simplicius (VIe siècle) dans son Commentaire sur le De Caelo d'Aristote résume plusieurs arguments contre la théorie des cycles cosmiques parfaits.
Au 14ème siècle Nicolas Oresme a formulé  des critiques notables sur la possibilité de répétition exacte des configurations célestes.

## Perspective moderne
L'astronomie contemporaine reconnaît l'année galactique ou "cosmique", définie par la période de révolution du Système solaire autour du centre de la Galaxie. Depuis Henri Poincaré, le Système solaire est considéré comme un système non-ergodique, chaotique et ultimement instable, ce qui exclut la possibilité de répétition exacte des configurations célestes.